# Palmares de Alajuela
Palmares de Alajuela – miasto w Kostaryce, w prowincji Alajuela.